# جعفر کاظمی
جعفر کاظمی (۱۳۴۳ – ۴ بهمن ۱۳۸۹) فعال سیاسی و زندانی سیاسی ایرانی بود که در جریان اعتراضات به نتایج انتخابات ریاست جمهوری ۱۳۸۸، به اتهام همکاری با سازمان مجاهدین خلق و محاربه به اعدام محکوم و در زندان اوین به دار آویخته شد.

## بازداشت در سال ۱۳۶۰
جعفر کاظمی از سال ۱۳۶۰ تا اواخر سال ۱۳۶۹ به اتهام هواداری از سازمان مجاهدین خلق در بازداشت بود. او همچنین در سال ۱۳۸۷ برای همراهی فرزندش تا قرارگاه اشرف در عراق، او را همراهی کرده بود.

## بازداشت در سال ۱۳۸۸
جعفر کاظمی، لیتوگراف کتب درسی و جزوات دانشگاه امیر کبیر، روز ۲۷ شهریور ۱۳۸۸ در میدان هفت تیر دستگیر و به سلول انفرادی بازداشتگاه ۲۰۹ منتقل و پس از ۷۴ روز به بند ۳۵۰ زندان اوین منتقل شد.

### دادگاه و محاکمه
جعفر کاظمی به همراه محمدعلی حاج‌آقایی، به دلیل محاربه و همکاری با گروهک‌های تروریستی، محکوم به اعدام شدند. دادسرای تهران در مورد اتهامات جعفر کاظمی گفته‌است که او «در اعترافات خود، فیلم‌برداری و عکس برداری از تجمعات خیابان انقلاب و میدان آزادی به همراه یکی از همدستان خود و مصاحبه با خانواده‌های برخی فریب خوردگان گروهک نفاق در اردوگاه اشرف را نیز پذیرفته بود.» منابع مرتبط با جمهوری اسلامی مدعی شدند که وی اقداماتی از جمله جذب و جمع‌آوری کمک مالی و فعالیت تبلیغی به نفع سازمان مجاهدین خلق را نیز انجام می‌داده است.
نسیم غنوی، وکیل کاظمی، گفته بود که حکم اعدام موکلش توسط دادگاه تجدید نظر شعبه ۳۶ استان تهران به ریاست زرگر تأیید شده و درخواست اعاده دادرسی وی نیز توسط شعبه ۳۱ دیوان عالی رد شده‌است. در پرونده او،‌ قاضی صلواتی، با عنوان اتهامی محاربه،‌ برای او حکم اعدام صادر کرد.
وکیل کاظمی در اظهارتی مدعی شده بود که سفرهای موکلش برای دیدار با فرزندانش که در اردوگاه اشرف در عراق بودند، صورت می‌گرفت. او همچنین یکی از ابهامات پرونده را،‌ متهم شدن موکلش به دست داشتن در خرابکاری‌های اعتراضات روز عاشورا سال ۱۳۸۸ دانسته در حالی که او چند ماه قبل از این واقعه بازداشت شده بود. این وکیل، هرگونه ارتباط موکلش با سازمان مجاهدین خلق را منکر و تنها دلیل بازداشت او را، شرکت در اعتراضات و سر دادن شعار دانسته است. در مقابل رسانه‌های منسوب به سازمان مجاهدین خلق، او را از مبارزان این سازمان گزارش کردند.
«رودابه اکبری»، همسر جعفر کاظمی در مصاحبه‌ای با رادیو فردا گفت، فعالیت سیاسی کاظمی، منحصر به نصب عکس مسعود رجوی به دیوار و تهیه عکس و فیلم از آن و همین‌طور از اعتراضات مردم ایران به نتایج انتخابات ریاست جمهوری (۱۳۸۸) و ارسال آنها به حاج‌آقایی، دیگر زندانی متهم به ارتباط با سازمان مجاهدین خلق بود.

## اعدام
در ۲۸ دی ۱۳۸۹، حکم اعدام او آماده اجرا شد اما در لحظه آخر، به دلایل نامعلومی لغو شد. کاظمی و محمدعلی حاج‌آقایی هر دو در ۴ بهمن ۱۳۸۹ در زندان اوین، به اتهام ارتباط با سازمان مجاهدین خلق،‌ و با حکم دادگاهی به ریاست محمد مقیسه اعدام شدند.

### واکنش‌ها
- رودابه اکبری، همسر جعفر کاظمی، طی نامه‌ای از دبیرکل سازمان ملل برای متوقف کردن حکم اعدام همسرش کمک خواسته بود. وی ابتدا در شعبه ۲۸ دادگاه انقلاب اسلامی محاکمه شده بود.[۵]
- دادستان تهران جعفری دولت‌آبادی نیز درمصاحبه‌ای در تاریخ بیست و پنجم اردیبهشت ماه امسال مدعی شد که جعفر کاظمی از متهمان اعتراضات روز عاشورا بوده‌است و به دلیل شرکت در تظاهرات جنبش سبز در تاسوعا و عاشورای ۱۳۸۸، حکم اعدام دریافت کرده‌است.[۹]
- وکیل و همسر کاظمی، منکر هرگونه اقدام مسلحانه بر علیه جمهوری اسلامی از جانب کاظمی شدند و از این رو،‌ اتهام محاربه را بی اساس می‌دانستند.[۹] با این وجود ماده ۱۸۶ قانون مجازات اسلامی، هواداران گروه‌هایی که قیام مسلحانه کرده باشند را در حکم آن گروه دانسته است.[۶]
- هیلاری کلینتون در ۱۰ اوت ۲۰۰۹ در بیانیه‌ای از جعفر کاظمی و محمدعلی حاج‌آقایی نام برده و گفته بود: «ما نگران سرنوشت ایرانیانی هستیم که در معرض خطر اعدام قرار گرفته‌اند چون از حق خود برای آزادی بیان پس از انتخابات ژوئن ۲۰۰۹ استفاده کرده‌اند.»[۱۵]
- به مناسبت دهمین سالگرد اعدام جعفر کاظمی، و محمدعلی حاج‌آقایی، مجمع پارلمانی شورای اروپا سازمان مجاهدین خلق، بیانیه‌ای را در تمجید این دو صادر و از آن دو به عنوان «مجاهدان قهرمان» و «هواداران گروه اصلی اپوزیسیون ایران» نام برد.[۱۶]
- مریم رجوی، رهبر وقت سازمان مجاهدین خلق، اعدام کاظمی و حاج‌آقایی را محکوم و آن را انتقام‌جویی از مجاهدین خلق دانست.[۱۱]